# Dirección General de Educación, Juventud, Deporte y Cultura
La Dirección General de Educación, Juventud, Deporte y Cultura (DG EAC) (anteriormente Dirección General de Educación y Cultura) es una Dirección General de la Comisión Europea dependiente del comisario de Innovación, Investigación, Cultura, Educación y Juventud. 
La Dirección General de Educación, Juventud, Deporte y Cultura es responsable de las políticas ejecutivas comunitarias sobre dichos ámbitos. 

## Estructura
La DG EAC se divide en 5 "direcciones":
- Dirección A: Estrategia y evaluación de políticas
- Dirección B: Juventud, educación y Erasmus+
- Dirección C: Innovación, cooperación internacional y deporte
- Dirección D: Cultura y creatividad
- Dirección R: Gestión del desempeño, supervisión y recursos

Agencias adscritas:
La Agencia Ejecutiva Europea de Educación y Cultura (EACEA), que ejecuta la mayoría de los programas operativos en nombre de la DG EAC. 